# Liste der Kulturdenkmäler in Ochtendung
In der Liste der Kulturdenkmäler in Ochtendung sind alle Kulturdenkmäler der rheinland-pfälzischen Ortsgemeinde Ochtendung aufgeführt. Grundlage ist die Denkmalliste des Landes Rheinland-Pfalz (Stand: 27. Oktober 2023).

## Denkmalzonen
| Bezeichnung                      | Lage                    | Baujahr | Beschreibung | Bild                           |
| -------------------------------- | ----------------------- | ------- | --- | ------------------------------ |
| Denkmalzone Jüdischer Friedhof   | Hürtersweg Lage         | um 1875 | gegründet um 1875, Grabstein F. S. Cahn, geboren 1790 | weitere Bilder Fotos hochladen |
| Denkmalzone Burgruine Wernerseck | nördlich des Ortes Lage |         | fünfeckige Hauptburg, Bergfried, Kapelle, Reste eines Palas, Mannschafts- oder Burgmannsgebäude, drei Schalentürme; Torweg aus dem 16. Jahrhundert; zwingerartige Vorburg; Kreuze bei der Ruine | weitere Bilder Fotos hochladen |
| Denkmalzone Emmingerhof          | westlich des Ortes Lage | 1786    | große Hofreite, bezeichnet 1786, Putzbau mit Krüppelwalmdach, Grenzsteine, Kreuz; Emminger Hof 1, Gehöft, neugotisches Wohnhaus, um 1900, großer Garten; Kapelle zur heiligen Familie, Basaltbau über kreuzförmigen Grundriss, bezeichnet 1881; Grabmal, 1846; Bildstock, 17. oder 18. Jahrhundert; Brunnenhaus, frühes 19. Jahrhundert | BW                             |

## Einzeldenkmäler
| Bezeichnung                    | Lage                                                       | Baujahr                 | Beschreibung | Bild                                    |
| ------------------------------ | ---------------------------------------------------------- | ----------------------- | --- | --------------------------------------- |
| Bahnhof Ochtendung             | Bahnhofstraße Lage                                         | vor 1904                | Krüppelwalmdachbau, Erkertürmchen, vor 1904; Bahnhofsgaststätte, Walmdachbau, Eingangsrisalit; Verladehalle, Fachwerk, Putzbau, Gleiskörper | weitere Bilder Fotos hochladen          |
| Katholische St.-Martins-Kirche | Hauptstraße Lage                                           | 1957/58                 | Neubau, 1957/58, Architekt Alfons Leitl, Trier, Fenster nach Entwurf von Georg Meistermann; Turm, angeblich aus dem 11. Jahrhundert, barockes Glockengeschoss | weitere Bilder Fotos hochladen          |
| Kriegerdenkmal                 | Hauptstraße, bei der Kirche Lage                           | um 1920                 | Kriegerdenkmal, Bronzeplastik | weitere Bilder Fotos hochladen          |
| Schulhaus                      | Hauptstraße 12 Lage                                        | 1834                    | ehemalige Schule; Basaltquaderbau, Rundbogenstil, 1834, Architekt Johann Claudius von Lassaulx, Koblenz | Fotos hochladen                         |
| Wegekreuz                      | Hauptstraße, bei Nr. 43 Lage                               | 1631                    | Wegekreuz, bezeichnet 1631 | Fotos hochladen                         |
| Wohnhaus                       | Klöppelsgasse 27 Lage                                      | 18. Jahrhundert         | Fachwerkhaus, teilweise massiv, 18. Jahrhundert, Umbau im 19. Jahrhundert | Fotos hochladen                         |
| Wohnhaus                       | Koblenzer Straße 7 Lage                                    | um 1910                 | Basaltbruchsteinbau, um 1910 | weitere Bilder Fotos hochladen          |
| Wegekreuz                      | Koblenzer Straße, bei Nr. 36 Lage                          | 1711                    | Wegekreuz, Basalt, bezeichnet 1711 | Fotos hochladen                         |
| Friedhof                       | Krufter Straße Lage                                        | 16. bis 19. Jahrhundert | Kapelle, innen Kyffhäuserfahne, 1860; 40 Grabkreuze, 16. bis 19. Jahrhundert; Priestergrabmal, 19. Jahrhundert; Grabkreuz, 19. Jahrhundert; Wegekreuzfragment, bezeichnet 1701; Wegekreuz, bezeichnet 1814; Grabkreuz; Grabkreuz, Gusseisen, Rheinböllener Hütte, Ende des 19. Jahrhunderts; Kriegerdenkmal für die Kriege von 1815, 1843, 1864, 1870/71, Basalt-Obelisk | weitere Bilder Fotos hochladen          |
| Zehntscheune                   | Saalgangstraße, zu Nr. 8 Lage                              | 18. Jahrhundert         | eingeschossiger Fachwerkbau, 18. Jahrhundert | Fotos hochladen                         |
| Flehwiesenmühle                | außerhalb des Ortes                                        |                         | Mühle | Direkt Bild zu diesem Denkmal hochladen |
| Wegekapelle                    | nördlich des Ortes an der L 117 Lage                       | 19. Jahrhundert         | Wegekapelle, Kreuzdach, 19. Jahrhundert | weitere Bilder Fotos hochladen          |
| Bildstock                      | nördlich des Ortes an der Heselermühle Lage                |                         | Bildstock | weitere Bilder Fotos hochladen          |
| Fressenhof                     | nordwestlich des Ortes Lage                                | 1678                    | Hofanlage; Walmdachbau, bezeichnet 1678, Erweiterung im 19. Jahrhundert, Fachwerkanbau; Fachwerkscheune, Walmdach, 17. oder 18. Jahrhundert; Kapelle St. Potentinius, neugotischer Saalbau, bezeichnet 1853; bauliche Gesamtanlage | Fotos hochladen                         |
| Wasserwerk                     | südlich des Ortes an der K 94 Lage                         | 1893                    | Wasserwerk, Grottenarchitektur, bezeichnet 1893 | weitere Bilder Fotos hochladen          |
| Wegekreuz                      | südlich des Ortes an der K 94 Lage                         |                         | Wegekreuzfragment | weitere Bilder Fotos hochladen          |
| Wegekreuz                      | südöstlich des Ortes an der K 95 beim Sackenheimerhof Lage | 1861                    | Wegekreuz, bezeichnet 1861 | weitere Bilder Fotos hochladen          |
| Oberwertsmühle                 | südwestlich des Ortes Lage                                 |                         | Mühle | BW                                      |
| Kapelle                        | südwestlich des Ortes am Waldorferhof Lage                 | 17. bis 19. Jahrhundert | Kapelle; Wegekreuz, bezeichnet 1681; Grabstein, 19. Jahrhundert | weitere Bilder Fotos hochladen          |
| Wegekreuz                      | südwestlich des Ortes beim Waldorferhof Lage               | 1690                    | Wegekreuz, bezeichnet 1690 | Fotos hochladen                         |
| Flöcksmühle                    | westlich des Ortes Lage                                    | 19. Jahrhundert         | Putzbau, bezeichnet 1859, Mühle im Kern aus dem 19. Jahrhundert, Ökonomietrakte; neugotische Kapelle, 1862; Scheune, Schmiede; Wegekreuz, Nischentyp, bezeichnet 1623; Gesamtanlage | BW                                      |
| Kapelle                        | westlich des Ortes am Alsingerhof Lage                     | 1803                    | Kapelle, bezeichnet 1803 | Fotos hochladen                         |
| Wegekreuz                      | westlich des Ortes an der L 98 Lage                        | 1725                    | Wegekreuz, Basalt, bezeichnet 1725 | Fotos hochladen                         |

## Ehemalige Kulturdenkmäler
| Bezeichnung | Lage                         | Baujahr         | Beschreibung                                            | Bild            |
| ----------- | ---------------------------- | --------------- | ------------------------------------------------------- | --------------- |
| Bildstock   | Hauptstraße, bei Nr. 43 Lage | 19. Jahrhundert | Bildstock, 19. Jahrhundert; spätestens 2004 abgebrochen | Fotos hochladen |